# Mäuseberg und Eulenberg
Mäuseberg und Eulenberg sind ein Naturschutzgebiet im Landkreis Northeim.
Es handelt sich um eine kleine Fläche von Trockenrasen nördlich des Northeimer Stadtteils Bühle. Beide Flurstücke liegen auf Muschelkalk nördlich und nordwestlich der 313 Meter hohen Erhebung „Alte Burg“, auf der sich Reste der gleichnamigen Befestigungsanlage Alte Burg befinden.
Das Biotop weist einen vielfältigen Insektenbestand auf. Auch finden sich Orchideen, Glatthafer und Zonen von Streuobstwiesen. Das Gebiet weist Halbtrockenrasenflächen und naturnahe Liguster-Schlehen-Gebüsche sowie Grünflächen mit Halbtrockenrasenfragmenten auf.
Das Naturschutzgebiet ist 20 Hektar groß. Die Schutzverordnung trat im Jahr 1988 in Kraft. Als Ziel der Unterschutzstellung wurde die Vergrößerung der Halbtrockenrasenflächen definiert.